# Sture Hållberg
Sture Hållberg, född 11 juni 1917 i Gudmundrå församling i Kramfors kommun, död där 8 juni 1988, var en svensk boxare som deltog i Olympiska sommarspelen 1936.
Han åkte ut i den första omgången av flugviktsklassen mot belgaren Raoul Degryse i OS 1936.